# Mira Furlan
Mira Furlan, född 7 september 1955 i Zagreb, Kroatien,  (dåvarande Jugoslavien) död 20 januari 2021 i Los Angeles, USA, var en kroatisk skådespelerska och sångerska bosatt i USA. Hon är mest känd för sin roll som den minbariska ambassadören Delenn i science fiction-serien Babylon 5 och som Danielle Rousseau i TV-serien Lost.